# Anna Braniborská (1507–1567)
Anna Braniborská (1. ledna 1507 – 19. června 1567) byla rodem braniborskou princeznou a sňatkem meklenburskou vévodkyní.

## Život
Anna se narodila jako druhé dítě/nejstarší dcera z pěti potomků braniborského kurfiřta Jáchyma I. Nestora a jeho manželky Alžběty, dcery krále Jana Dánského.
17. ledna 1524 se Anna v Berlíně provdala za mekelenburského vévodu Albrechta VII. Do manželství přinesla věnem 20 000 zlatých, na oplátku získala k doživotnímu užívání okres Lübz a Crivitz.
Anna byla popisována jako nešťastná a zatrpklá žena. Od luteránské víry se odvrátila ke katolickému vyznání. Veškerou svou náklonnost věnovala oběma mladším synům, kdežto ke svému nejstaršímu neměla žádný vztah.
Po manželově smrti v roce 1547, se usadila v Eldenburg, své vdovské rezidenci v Lübz, kde jako v jediné části země se neujalo luteránství. V roce 1559 však odtud, přes Annino katolické vyznání, její syn Jan Albrecht I. všechny katolické kněží a řeholníky nechal vyhnat.
Anna zemřela v roce 1567 a rozporu s její poslední vůlí byla pohřbena ve schwerinské katedrále. Ještě za svého života si zřídila hrobku v městském kostele svého vdovského sídla a ve své závěti z 25. března 1557 vyjádřila přání být zde pohřbena podle katolického ritu. Její nejstarší syn Jan Albrecht I. však proti jejímu přání rozhodl matku nechat pohřbít v evangelickém kostele. Náhrobek tak má vévodkyně jak v Lübz, tak ve Schwerinu.

## Potomci
- Magnus (*/† 19. listopadu 1524)
- Jan Albrecht I. Meklenburský (23. prosince 1525 – 12. února 1576), vévoda meklenbursko-güstrowský a meklenbursko-zvěřínský, ⚭ 1555 Anna Sofie Pruská (11. června 1527 – 6. února 1591)
- Oldřich III. Meklenburský (21. dubna 1527 – 14. března 1603), vévoda z Meklenburku,
⚭ 1556 Alžběta Dánská (14. října 1524 – 15. října 1586)
⚭ 1588 Anna Pomořanská (18. září 1554 – 10. září 1626)
- Jiří (22. února 1529 – 20. července 1552), svobodný a bezdětný
- Anna Meklenburská (14. října 1533 – 4. července 1602), ⚭ 1566 Gotthard Kettler (2. února 1517 – 17. května 1587), vévoda kuronský a zemgalský
- Ludvík (*/† 1535)
- Jan (*/† 1536)
- Kryštof Meklenburský (30. července 1537 – 4. března 1592),
⚭ 1573 Dorotea Dánská (1528–1575)
⚭ 1581 Alžběta Švédská (1549–1597)
- Žofie (*/† 1538)
- Karel I. Meklenburský (28. září 1540 – 22. července 1610), svobodný a bezdětný